# Folk (album)
Albums de Nolwenn Leroy
Gemme
(2017) La Cavale
(2021)
Folk est le septième album studio de la chanteuse française Nolwenn Leroy, sorti le 2 novembre 2018.
Il s'agit d'un album de reprises de chansons francophones (ou adaptée en français dans le cas de Suzanne) pour la plupart sorties dans les années 1970. Elles ont été enregistrées dans les conditions du live, dans un style dépouillé, aux Studios Ferber à Paris.
L'album s'est écoulé à plus de 70 000 exemplaires.

## Liste des titres
| No  | Titre                                      | Auteur                                                                                   | Durée |
| --- | ------------------------------------------ | ---------------------------------------------------------------------------------------- | ----- |
| 1.  | Je ne peux plus dire je t'aime             | Jacques Higelin                                                                          | 4:30  |
| 2.  | So Far Away From L.A.                      | Nicolas Peyrac                                                                           | 3:49  |
| 3.  | Diabolo menthe                             | Yves Simon                                                                               | 3:21  |
| 4.  | Suzanne                                    | Leonard Cohen adaptation de Graeme Allwright                                             | 4:06  |
| 5.  | Virages                                    | Yves Duteil                                                                              | 3:09  |
| 6.  | Hollywood                                  | David McNeil                                                                             | 4:58  |
| 7.  | Ma petite fille de rêve                    | Jean-Michel Caradec                                                                      | 2:47  |
| 8.  | Je t'aimais, je t'aime, je t'aimerai       | Francis Cabrel                                                                           | 6:35  |
| 9.  | On est comme on est                        | Renaud Detressan                                                                         | 3:35  |
| 10. | La Rua Madureira                           | Nino Ferrer                                                                              | 4:04  |
| 11. | Marions les roses                          | trad. arrangements de Gabriel Yacoub, Hughes de Courson, Laurent Vercambre, Marie Sauvet | 3:17  |
| 12. | Jolie Louise                               | Daniel Lanois                                                                            | 3:26  |
| 13. | Sacré géranium (en duo avec Dick Annegarn) | Dick Annegarn                                                                            | 2:56  |

## Classements hebdomadaires
| Classement (2018)                           | Meilleure position |
| ------------------------------------------- | ------------------ |
| Belgique (Flandre Ultratop)                 | 191                |
| Belgique (Wallonie Ultratop)                | 5                  |
| France (SNEP)                               | 6                  |
| France (SNEP Albums Physiques)              | 3                  |
| Suisse (Schweizer Hitparade)                | 28                 |
| Suisse (Schweizer Hitparade Suisse romande) | 6                  |

## Certifications
| Pays          | Certification | Ventes         |
| ------------- | ------------- | -------------- |
| France (SNEP) | Or            | Environ 70 000 |